# Tarlok Singh
Tarlok Singh Sandhu (1º gennaio 1955) è un ex cestista indiano.

## Carriera
Con l'India ha disputato le Olimpiadi del 1980, segnando 12 punti in 7 partite.